# Michal Horský
Michal Horský (1. července 1943 – 18. března 2018) byl slovenský politolog, československý politik, po sametové revoluci poslanec Sněmovny národů Federálního shromáždění za Verejnosť proti násiliu a ODÚ-VPN.

## Biografie
V období normalizace byl zaměstnán v Slovenskom ústave pamiatkovej starostlivosti a ochrany prírody. Patřil mezi zakladatele hnutí Verejnosť proti násiliu (VPN). Ve volbách roku 1990 zasedl za VPN do slovenské části Sněmovny národů (volební obvod Západoslovenský kraj). Na jaře 1991 byl členem poslaneckého klubu nástupnických formací ODÚ-VPN. Členem Federálního shromáždění byl až do voleb roku 1992. Na Trnavské univerzite na fakultě humanistiky, založil katedru politologie a Nadaci Universitas Tyrnaviensis. Přednášel také na Univerzitě sv. Cyrila a Metoda v Trnave a byl též hostujícím profesorem na Katolické univerzitě v Ružomberku, působil i jako odborný garant politologických konferencí z oblasti dějin politického myšlení a vztahů médií a politiky. Autor publikace Politické hry (2016).